# Euphorbia leptocaula
Euphorbia leptocaula är en törelväxtart som beskrevs av Pierre Edmond Boissier. Euphorbia leptocaula ingår i släktet törlar, och familjen törelväxter. Inga underarter finns listade i Catalogue of Life.